# Ernest Schneider (politik)
Ernest Schneider, uváděn též jako Ernst Schneider (19. října 1850 Vídeň – 17. července 1913 Vídeň), byl rakouský konstruktér, podnikatel a politik, na konci 19. a počátku 20. století poslanec Říšské rady.

## Biografie
Byl synem telegrafního inspektora. Studoval na gymnáziích v Zadaru, Innsbrucku a Vídni a na vyšší reálné škole ve Vídni. Potom se vyučil telegrafním mechanikem a navštěvoval Vídeňskou polytechniku. Pracoval jako pomocník v různých vídeňských průmyslových podnicích a pobýval pracovně v Budapešti, Berlíně a Londýně. Od roku 1872 byl samostatným mistrem v oboru mechaniky ve vídeňském Währingu. Získal si proslulost pro výrobu přesných astronomických, geodetických a fyzikálních přístrojů. Pracoval pro ústav vojenského zeměmeřičství a spolupracoval s geometrem Josefem Schlesingerem. Zkonstruoval nový dalekohled pro vojenské účely. Od roku 1878 byl aktivní ve vídeňském společenstvu mechaniků. Okolo roku 1880 zahájil jako představitel drobných podnikatelů kampaň proti liberálním zákonům a živnostenským řádům. V tomto snažení používal antisemitismus. V roce 1881 spoluzakládal Společnost na ochranu řemeslníků. V období let 1881–1907 (s krátkou přestávkou) působil jako zapisovatel sjezdů vídeňského živnostenstva.
Zapojil se i do veřejného a politického života. Koncem 80. let se podílel na ustavení Křesťansko sociální strany. Od roku 1890 byl za ni poslancem Dolnorakouského zemského sněmu, kde působil jako předseda živnostenského a železničního výboru. Od roku 1911 zasedal i v zemském výboru. Zde čelil kritice. Jeho vliv ve straně za předsednictví Karla Luegera poklesl.
V 90. letech 19. století se zapojil i do celostátní politiky. Ve volbách do Říšské rady roku 1891 získal mandát za městskou kurii, obvod Vídeň, XI. - XV. okres. Za týž obvod mandát obhájil i ve volbách do Říšské rady roku 1897 a volbách do Říšské rady roku 1901. Profesně byl k roku 1897 uváděn jako zemský poslanec a mechanik.
V parlamentu se zviditelnil četnými skandály včetně manipulace s hlasovacími lístky. Pronášel ostře antisemitské projevy. Ve své protižidovské agitaci s ním kontakty navázal i český antisemita Václav Březnovský. V roce 1891 oba politici připravili zájezd vídeňských živnostníků na jubilejní výstavu do Prahy, kde se čeští i němečtí antisemité přátelsky přivítali a společně se bavili.